# Wapen van Roosdaal

Wapen van Roosdaal sinds 1995

Het wapen van Roosdaal is het heraldisch wapen van de Vlaams-Brabantse gemeente Roosdaal.

## Blazoenering
De officiële beschrijving van het wapen luidt als volgt:
Doorsneden in drieën 1. en 3. van sinopel 2. in zilver vier rozen van keel dwarsbalksgewijze geplaatst.— - Ministerieel Besluit van 4 januari 1995.

## Geschiedenis

Wapen van Pamel

Na de fusie van de drie gemeentes Pamel, Strijtem en Onze-Lieve-Vrouw-Lombeek op 1 januari 1965, werd de nieuwe gemeente Rosendael gedoopt naar de naam van het veld waar de drie gemeenten aan elkaar grenzen. Om verwarring met het Nederlandse Roosendaal te vermijden, werd de naam uiteindelijk gewijzigd naar Roosdaal. Nadat Roosdaal bij de Gemeentelijke herindeling van 1976 ook nog het grootste deel van Borchtlombeek erbij had gekregen, werd er besloten een nieuw wapenschild voor de fusiegemeente aan te vragen. Men gebruikte als basis de heraldische kleuren van het voormalige wapen van Pamel: doorsneden in drieën 1. en 3. van sinopel 2. in zilver. En in de zilveren band werd als sprekend wapen vier rozen toegevoegd, die verwezen naar de vier deelgemeentes.